# Bettina Hannover
Bettina Hannover (* 1959 in Bremen) ist eine deutsche Psychologin und Professorin für Schul- und Unterrichtsforschung an der Freien Universität Berlin.

## Leben
Bettina Hannover ist die Tochter des Rechtsanwalts und Kinderbuchautors Heinrich Hannover und der Frauenrechtlerin Elisabeth Hannover-Drück.
Hannover studierte von 1978 bis 1983 Psychologie und Humanmedizin an der Philipps-Universität Marburg, der Universität Bremen und der University of Pennsylvania in Philadelphia. Nach dem Diplom in Psychologie 1983 war sie wissenschaftliche Mitarbeiterin an der Technischen Universität Berlin, wo sie 1987 mit der Dissertation Determinanten und Effekte von Selbstbewertungen. Eine urteilstheoretische Sichtweise zur Dr. phil. promoviert wurde. 1994 folgte die Habilitation. Ihr wurde die Lehrbefugnis für die gesamte Psychologie und die gesamte Erziehungswissenschaft zuerkannt.
Danach vertrat sie die Professur für Sozialpsychologie an der Universität Potsdam und war von 1995 bis 1997 Heisenberg-Stipendiatin der Deutschen Forschungsgemeinschaft. In den Jahren 1996–2002 erhielt sie Rufe auf Professuren an den folgenden Hochschulen: Pädagogische Hochschule Schwäbisch Gmünd, Universität Rostock, Bielefeld, Dortmund, Technische Universität Braunschweig, Freie Universität Berlin. Sie wurde 1997 zur Professorin mit Schwerpunkt Sozialpsychologie an die Universität Dortmund berufen. 2002 wechselte sie zur FU Berlin in den Arbeitsbereich Schul- und Unterrichtsforschung des Fachbereichs Erziehungswissenschaft und Psychologie, den sie leitet. Ihre Forschungsschwerpunkte sind Identitäts-, Geschlechter- und Migrationsforschung sowie Kulturvergleichende Sozialforschung.
Sie leitete mehrere Drittmittelprojekte, u. a. von folgenden Drittmittelgebern: Deutsche Forschungsgemeinschaft, Bundesministerium für Bildung und Forschung, European Commission, Jacobs-Stiftung, Volkswagen-Stiftung, Roland-Berger-Stiftung, Ministerium für Schule, Wissenschaft und Forschung NRW Senator für Bildung, Wissenschaft und Forschung Berlin, IBM, Landeskriminalamt Berlin.
Von 2002 bis 2004 war sie Vorstandsmitglied der Deutschen Gesellschaft für Psychologie, 2007–2010 Mitglied des Exzellenzrats der Freien Universität Berlin, 2006–2012 Mitglied des Auswahlausschusses für den Heinz Maier-Leibnitz-Preis der Deutschen Forschungsgemeinschaft, 2012–2015 Mitglied des Fachkollegiums Psychologie der Deutschen Forschungsgemeinschaft. Sie ist Beiratsvorsitzende der Zentraleinrichtung zur Förderung von Frauen- und Geschlechterforschung (ZEFG) an der Freien Universität Berlin.
Sie fungierte als Herausgeberin der Zeitschrift für Entwicklungspsychologie und Pädagogische Psychologie und der Zeitschrift für Erziehungswissenschaft und ist Mitglied der Editorial Boards von Diagnostica, European Journal of Social Psychology, Social Psychology und Zeitschrift für Pädagogische Psychologie.
Außerdem ist sie Jurorin bei der Vergabe des Deutschen Schulpreises sowie Mitglied der PISA-Expertengruppe „Schülervoraussetzungen, Elternhaus, Peers“ und der Expertengruppe Aktionsrat Bildung der Vereinigung der Bayerischen Wirtschaft. Ferner ist sie u. a. Mitglied der wissenschaftlichen Beiräte des Leibniz-Instituts für Wissensmedien (Tübingen) und des Leibniz-Instituts für die Pädagogik der Naturwissenschaften und Mathematik (Kiel) sowie Mitglied der Deutschen Akademie der Technikwissenschaften (Acatech). Für 2022 wurde Hannover der Martin-Irle-Preis der Deutschen Gesellschaft für Psychologie zugesprochen.
Sie ist seit 2005 mit dem Politiker, Manager und Publizisten Hans-Olaf Henkel verheiratet.

## Schriften (Auswahl)
- Evaluation of Performance. A Judgemental Approach (= Recent research in psychology). Springer, New York u. a. 1988, ISBN 3-540-96768-0.
- Determinanten und Effekte von Selbstbewertungen. Eine urteilstheoretische Sichtweise (= Europäische Hochschulschriften, Band 6). Lang, Frankfurt am Main u. a. 1988, ISBN 3-8204-0280-2.
- mit Susanne Bettge: Mädchen und Technik. Hogrefe, Göttingen u. a. 1993, ISBN 3-8017-0658-3.
- Das dynamische Selbst. Die Kontextabhängigkeit selbstbezogenen Wissens (= Psychologie-Forschung). Huber, Bern u. a. 1997, ISBN 3-456-82798-9.
- mit I. Wolter: Schule und Geschlecht. In: T. Hascher, T.-S. Idel & W. Helsper (Hrsg.): Handbuch Schulforschung (S. 827–847, 3. Auflage). Wiesbaden: Springer VS, 2023.